# Vianden
Vianden (lussemburghese: Veianen) è un comune del Lussemburgo nord-orientale con lo status di città. Si trova nell'Oesling ed è il capoluogo del cantone omonimo, nel distretto di Diekirch. La città si trova sul fiume Our, al confine fra Lussemburgo e Germania.
Nel 2001, la città di Vianden, capoluogo del comune che si trova al centro del suo territorio, aveva una popolazione di 1 511 abitanti. La città è nota per il suo castello e per la posizione al centro della valle dell'Our.

## Geografia fisica

### Clima
Come la capitale, Vianden ha un clima temperato, con estati calde (temperatura media durante il giorno di 24°, con picchi di 35) e inverni freddi (media di 5° durante il giorno, con picchi di -10 di notte). Le piogge sono moderate, ma in media piove meno di dieci giorni al mese. Il vento proviene prevalentemente da sud-ovest.
Le sere d'estate sono particolarmente piacevoli, con temperature di 25° circa fino alle 23. Occasionalmente si verificano brevi periodi di siccità, senza gravi conseguenze sulla vegetazione.
In giugno il sole sorge alle 5 e tramonta alle 22,30. In dicembre il sole sorge alle 8 e tramonta alle 16,30.

## Storia
Le origini di Vianden risalgono all'era Gallo-romana, quando al posto dell'odierno castello sorgeva un castellum, una fortezza romana. Il nome originario della città è Viennensis o Vienna, un nome che probabilmente derivava dalla parola celtica vien ("rocca"). La prima citazione di Vianden nelle cronache risale al 698, quando fu registrata la cessione di un vigneto in Monte Viennense, donato da santa Erminia all'abbazia di Echternach.
Vianden ha una delle più antiche carte fondative in Europa, un riconoscimento attribuitole nel 1308 da Filippo II, conte di Vianden, capostipite della famiglia di Nassau-Vianden e dunque avo di Guglielmo d'Orange.
Nel Medioevo gli artigiani di Vianden erano rinomati per la loro abilità nella lavorazione della pelle, nel ricamo, nella filatura, nella produzione di botti e nella fucinatura di serrature e gioielli in oro. Nel 1490 furono create delle gilde per i vari mestieri. Nel corso dei secoli, in particolare, la concia delle pelli diventò la principale fonte di reddito della città, che portò, alla fine del XIX secolo, alla nascita di due concerie che chiusero i battenti a metà degli anni cinquanta del secolo successivo.
Il castello, di fondazione romana, fu costruito fra l'XI e il XIV secolo e diventò la residenza dei conti di Vianden. Nei secoli successivi, fino al XVIII, il castello fu allargato ulteriormente, ma in seguito al trasferimento nei Paesi Bassi dei conti e per effetto di incendi e di un terremoto cadde lentamente in rovina. La decadenza, però, accelerò a partire dal 1820, quando Guglielmo I dei Paesi Bassi lo vendette a un mercante locale che a sua volta svendette tutto ciò che si trovava al suo interno, compresi alcuni elementi strutturali, riducendolo in rovina. Successivamente ci furono numerosi tentativi di restauro, ma quasi tutti furono frenati da problemi di proprietà. Fino al 1977, quando il Granduca Jean cedette il castello allo Stato, era possibile intraprendere nel castello lavori su larga scala, che ora sono quasi tutti giunti al termine.
Vianden è ricordata anche come l'ultimo lembo del Lussemburgo ad essere liberato dall'occupazione tedesca durante la seconda guerra mondiale. Le truppe statunitensi arrivarono nella città solo nel mese di febbraio del 1945. Per ricordare la battaglia finale nella parte occidentale della città è stato eretto un monumento commemorativo.

### Simboli
Il blasone di Vianden non è cambiato dal 1288, quando Goffredo I adottò per la città lo stemma dei Louvain-Perwez. Durante il XIV secolo, in un anno sul quale non vi è certezza storica, la città ottenne il diritto di usarlo per essere rappresentata. Nel 1696 lo stemma fu registrato per volontà del re nell'Armorial général de France (Armoriale generale di Francia).

## Monumenti e luoghi d'interesse

Il Castello di Vianden.

- Il Castello di Vianden è il maggior monumento della cittadina. Eretto fra il IV e il XVII secolo è uno dei più grandi castelli fortificati a ovest del Reno.
- L'Hockelstur o torre campanaria (1603), che sorge su una rocca vicino al castello e da principio faceva parte delle fortificazioni.
- Le mura difensive, parzialmente restaurate.
- La Croce della Giustizia, che si trova vicino alla chiesa dell'Ordine della Santa Trinità e ricorda la carta fondativa concessa a Vianden da Filippo II nel 1308.
- Gli appartamenti del castello, dotati di torri e realizzati per ospitare la nobiltà. Includono il municipio (1579) e l'edificio che oggi ospita la farmacia (1475).
- Il Municipio di Vianden, menzionato a partire dal 1469.

### Architetture religiose
- La chiesa dei Trinitari (1248), sulla riva destra dell'Our, costruita in stile gotico con due navate parallele e un chiostro adiacente. Eretta dal conte Enrico I come forma di ringraziamento all'Ordine della Santissima Trinità, che si era dato da fare per il rilascio di suo padre, il conte Federico II, catturato durante una crociata.

- La chiesa di San Nicola (XIII secolo), sulla riva sinistra dell'Our, parzialmente distrutta da un incendio nel 1723 e ricostruita l'anno successivo.

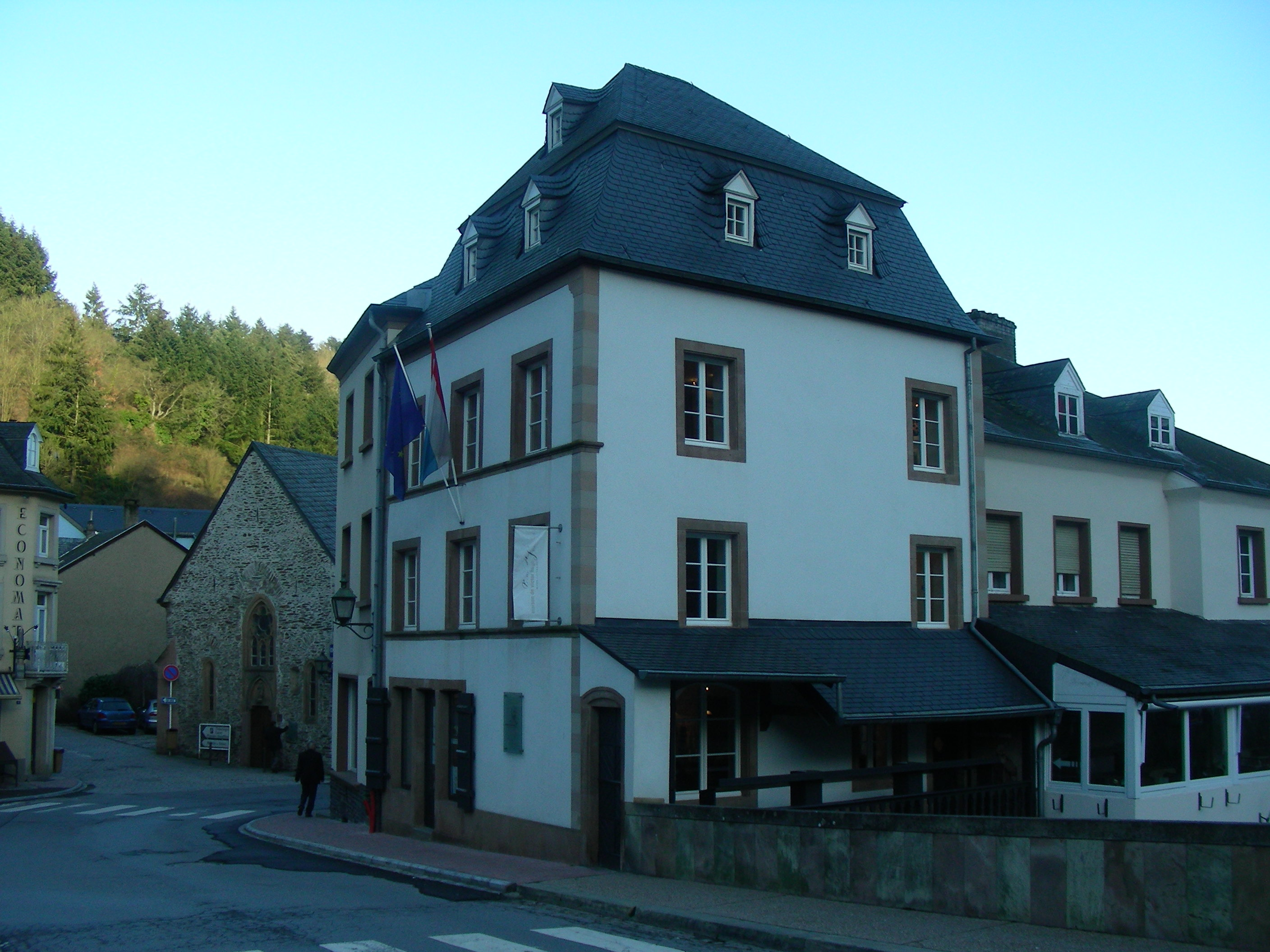
Il museo dedicato a Victor Hugo a Vianden

### Attrattive

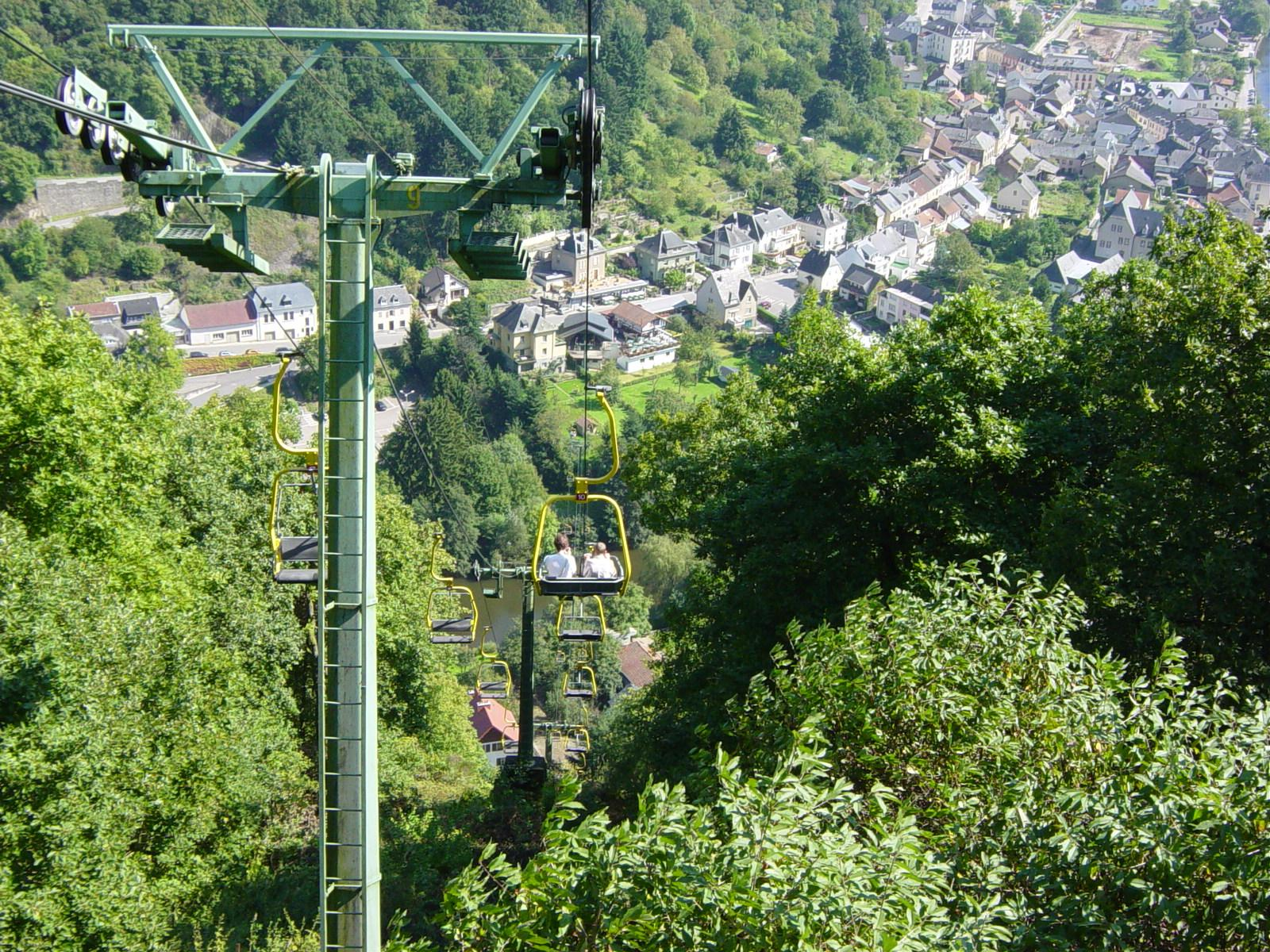
Un panorama della città dalla seggiovia

Vianden è uno dei principali centri turistici lussemburghesi, con molti visitatori provenienti dal Lussemburgo e dall'estero in tutte le stagioni. La principale attrattiva è ovviamente il castello, divenuto un museo con testimonianze della storia di Vianden e dei suoi collegamenti con numerose case regnanti europee fino al Medioevo. Nella città sorge anche un museo dedicato a Victor Hugo, ospitato dalla casa sulla riva del fiume Our nella quale spesso trascorreva le sue vacanze: la struttura conserva scritti e disegni dell'autore francese. Inoltre è possibile visitare un museo d'arte e artigianato (Musée d'Art rustique) e un museo delle bambole e dei giocattoli (Musée de la Poupée et du Jouet).
Molto gettonate sono anche le passeggiate lungo le sue strade storiche lungo la collina e per far base per il trekking, il campeggio o le escursioni in bicicletta nel nord del Paese. Nella città si trova anche un ampio percorso turistico che collega il fiume Sauer e la valle dell'Our.
In estate nella città è attiva una seggiovia che va dalla riva del fiume, nella parte più a valle della città, fino al castello, dalla quale è possibile ammirare i panorami circostanti.
A Vianden vengono organizzate ogni anno diverse manifestazioni e rassegne. La più famosa è il mercato delle noci che si tiene in ottobre, quando noci e derivati come torte e liquori vengono messe in vendita dai produttori della zona.
Alcuni chilometri a nord della città, infine, è possibile visitare la più grande centrale idroelettrica d'Europa.

## Economia
L'economia di Vianden, che accoglie diverse migliaia di visitatori ogni anno, è basata principalmente sul turismo. Con 14 hotel, quattro camping e diversi ostelli della gioventù, l'offerta di strutture ricettive è particolarmente ampia. A queste va aggiunto un indotto di numerosi ristoranti, caffè, negozi di souvenir e strutture sportive.
Ad ogni modo, sebbene la centrale idroelettrica offra numerosi posti di lavoro alla popolazione locale, nel passato recente un problema di occupazione è stato causato dalla chiusura della centrale elettrica Electrolux, con la perdita di numerosi posti di lavoro. Il comune adesso sta incoraggiando l'apertura di aziende artigianali mettendo a disposizione spazi per le imprese.

## Infrastrutture e trasporti
Vianden è a circa 50 km da Lussemburgo. Può essere raggiunta in autobus da Diekirch e Clervaux, che sono collegate alla capitale tramite la linea ferrata. Dalla città partono anche autobus diretti a Bitburg, in Germania.
Numerosi visitatori arrivano in bicicletta seguendo il percorso ciclabile che attraversa la valle dell'Our e arriva nella città da sud.

## Amministrazione
- Huy

## Galleria d'immagini

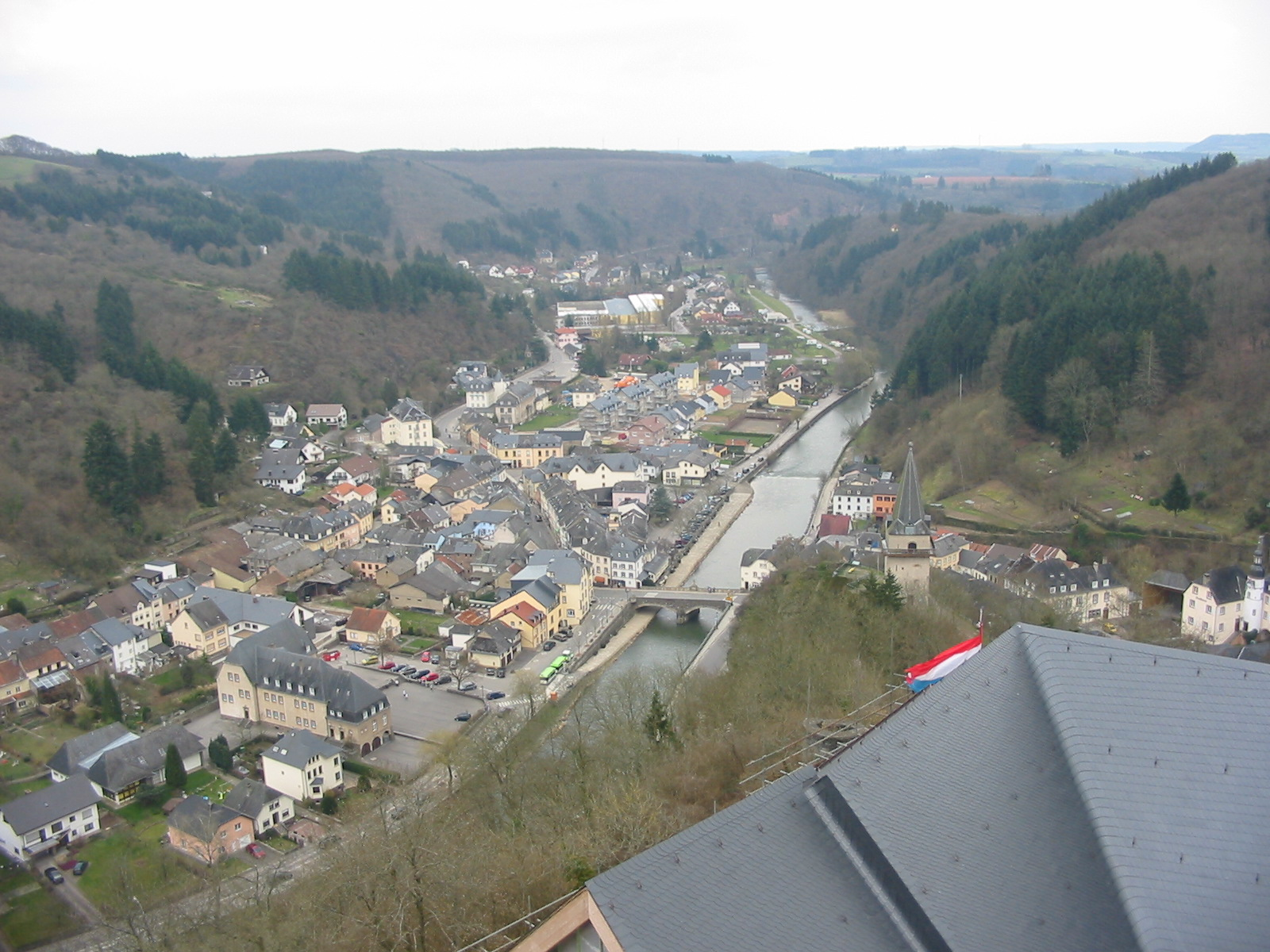
Panorama dal castello
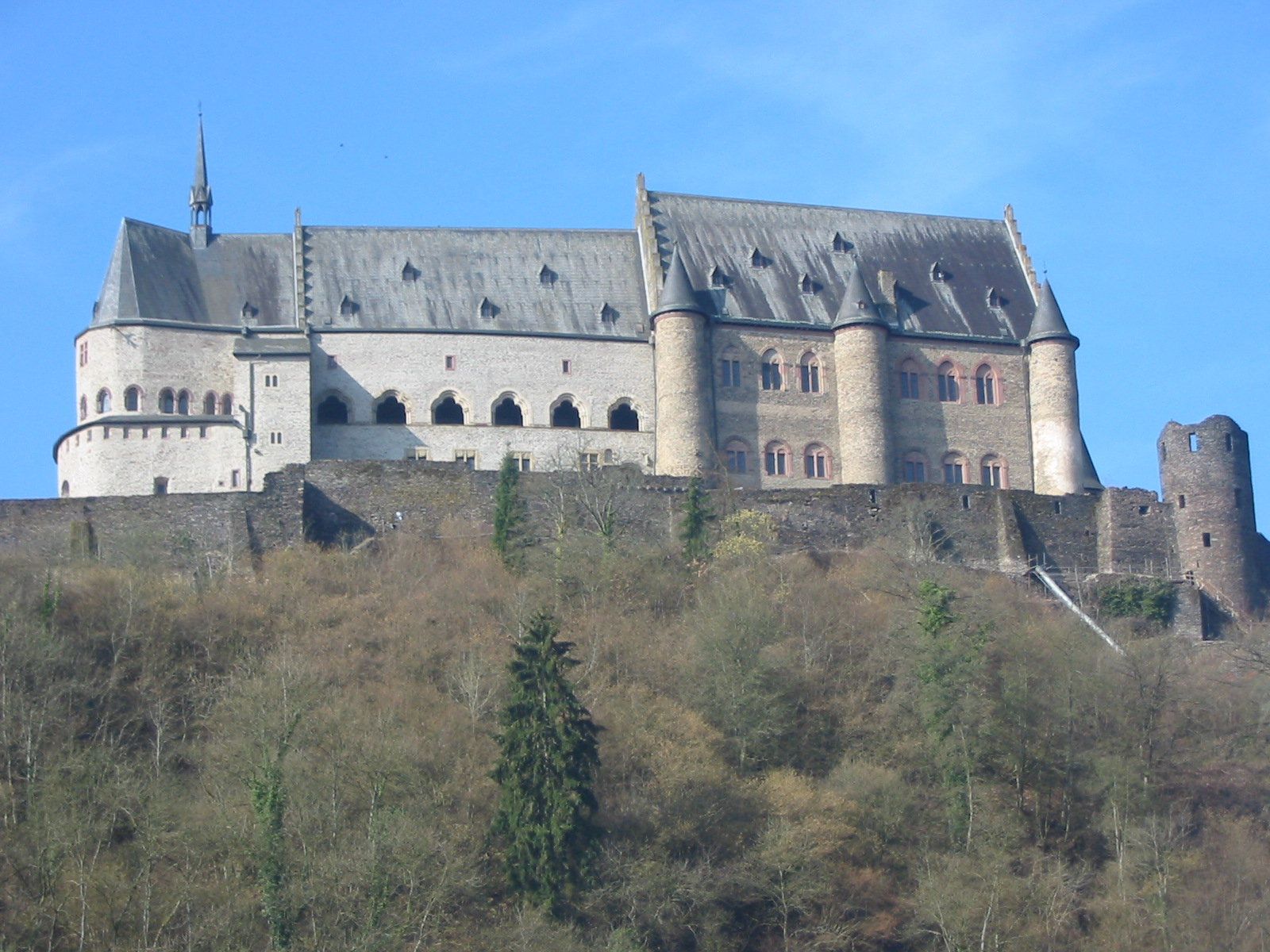
Il castello visto dalla città
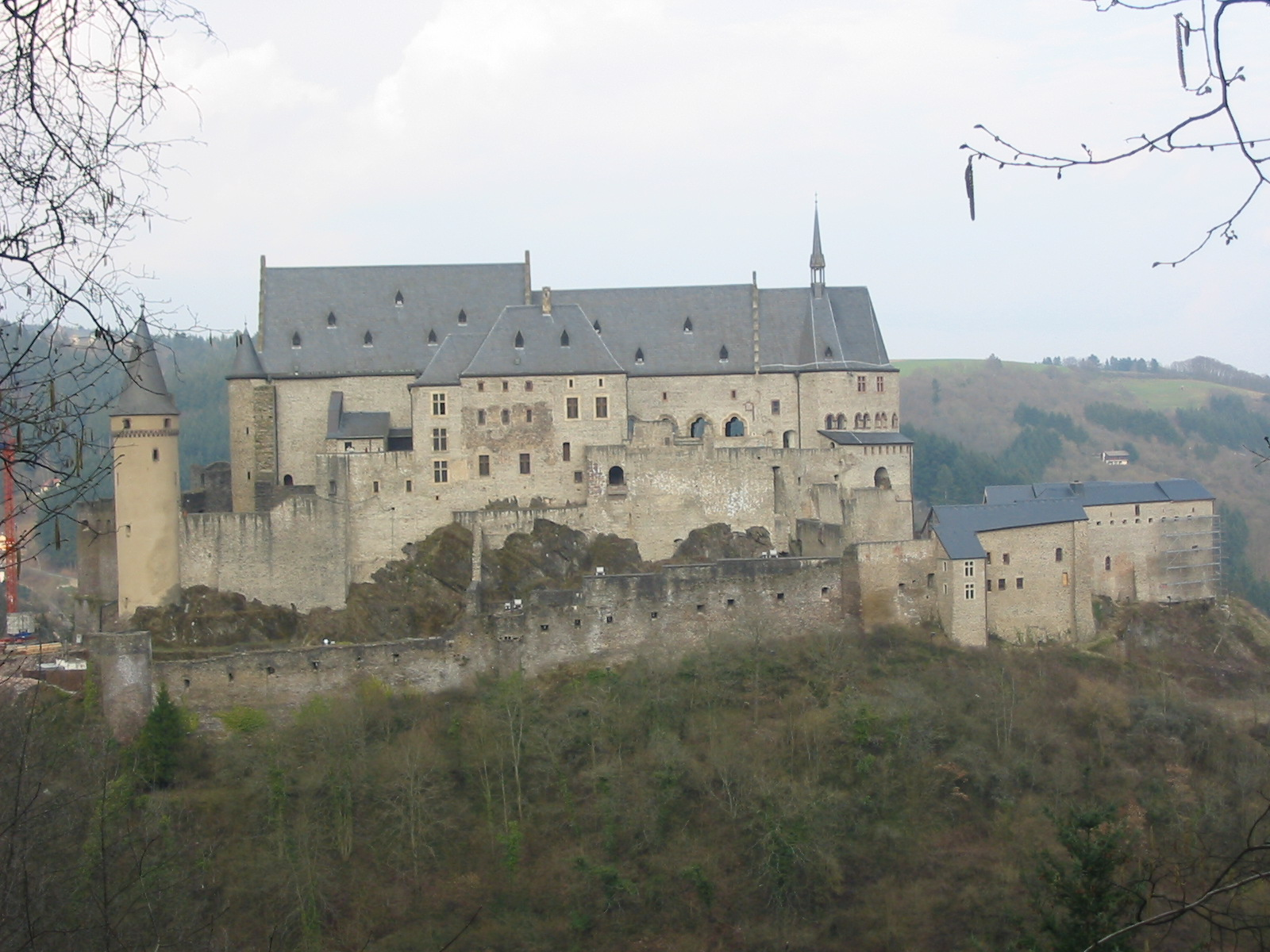
Il castello visto da dietro
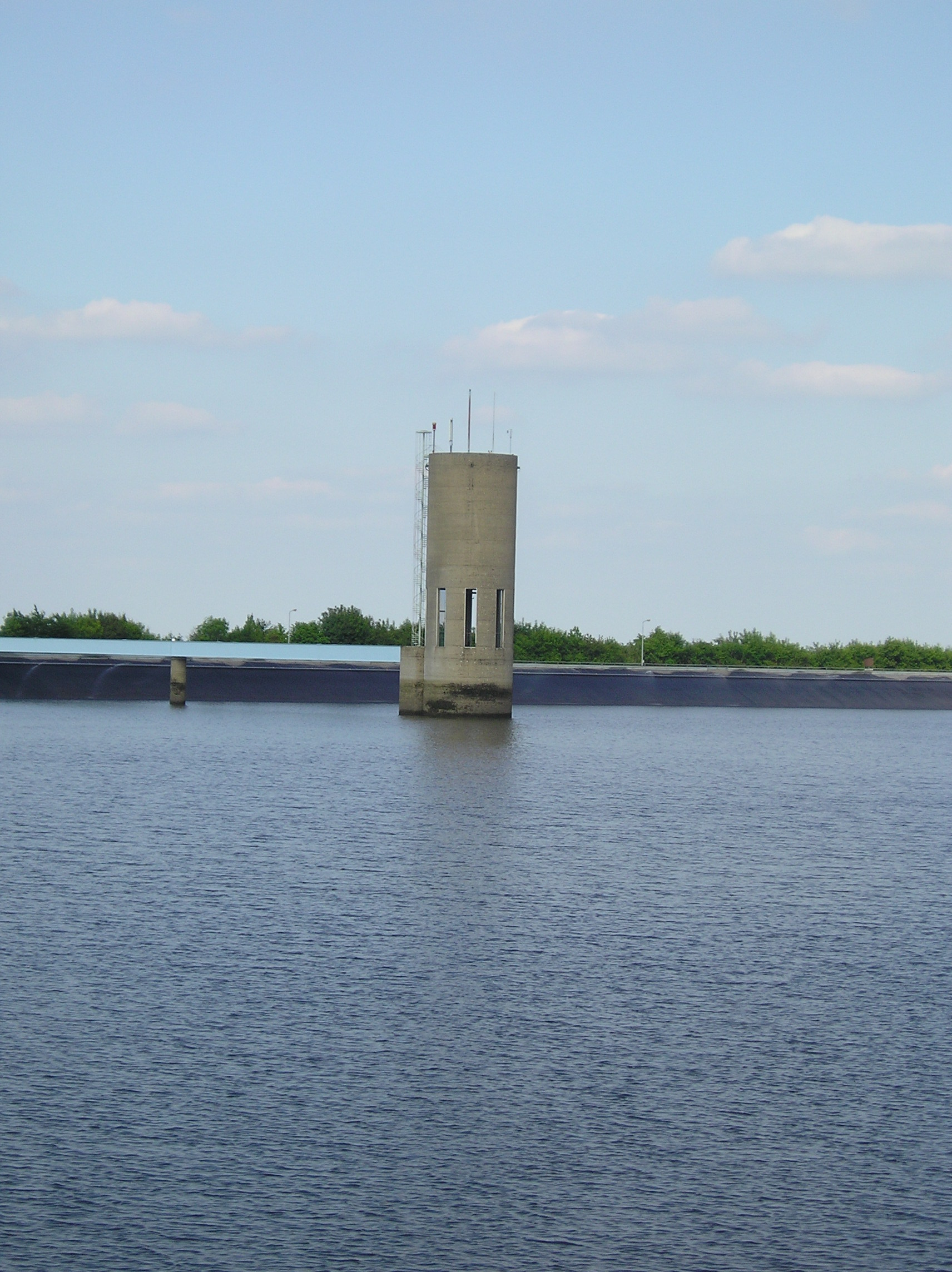
La torre sul lago
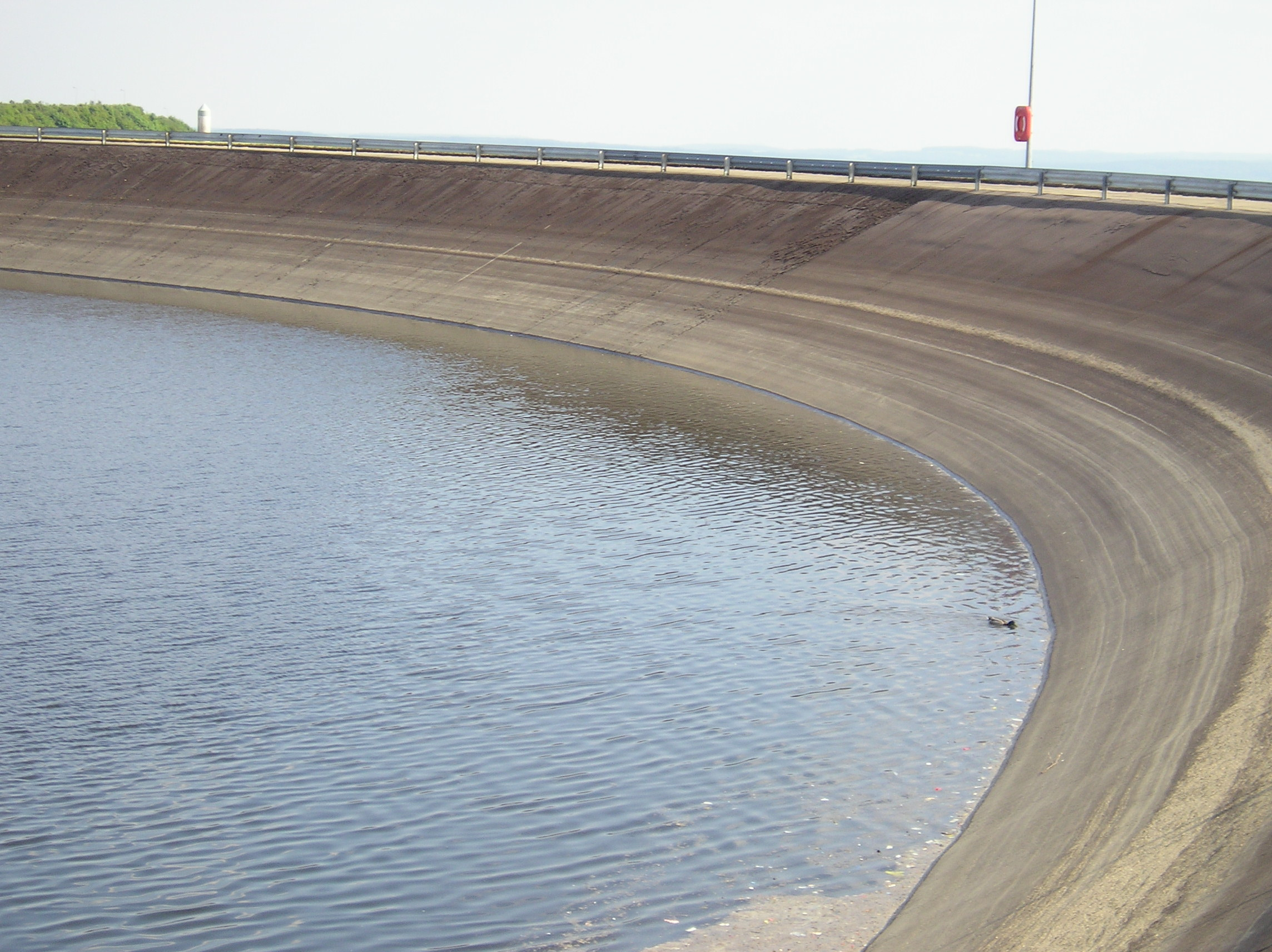
Il lago
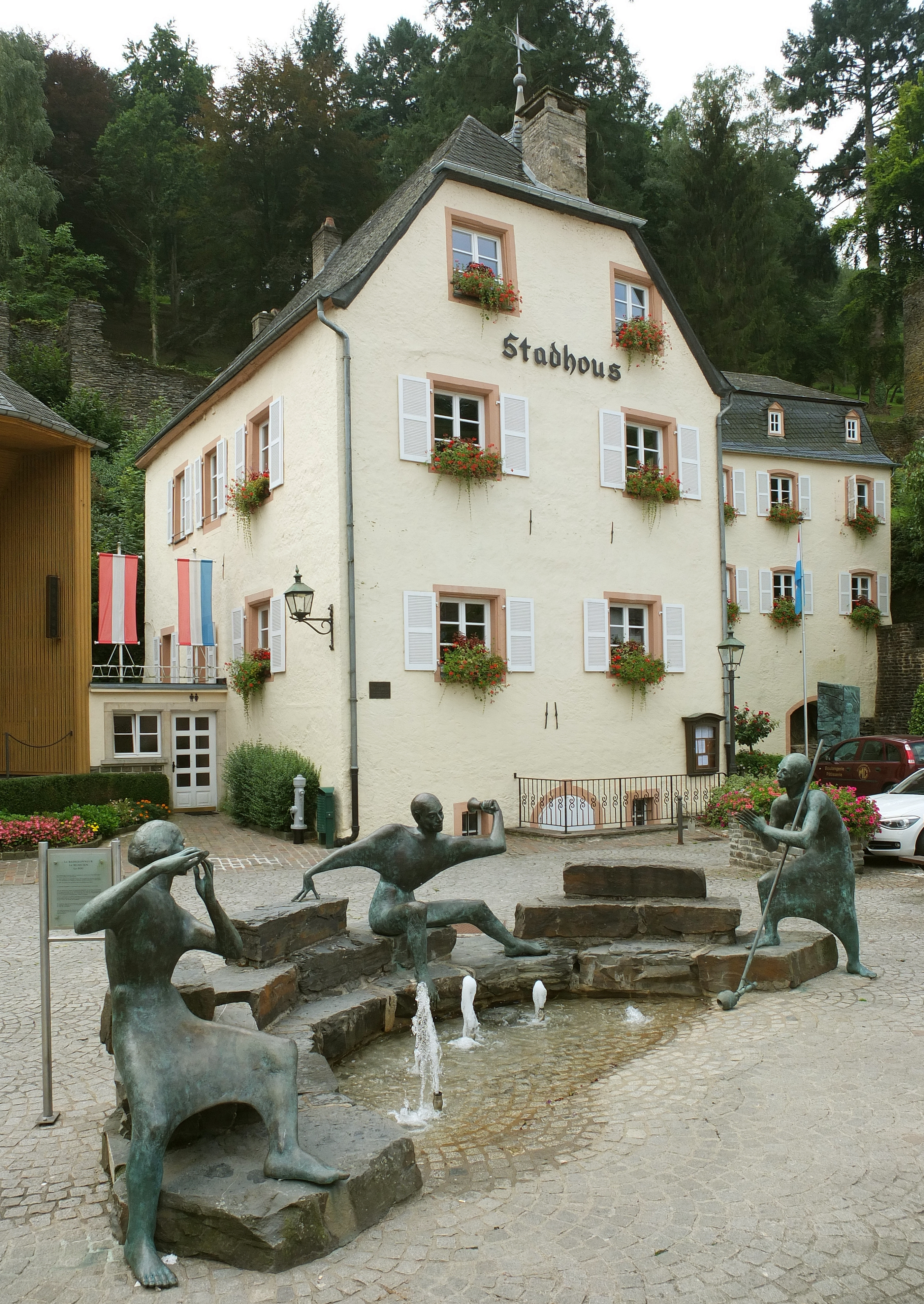
Municipio
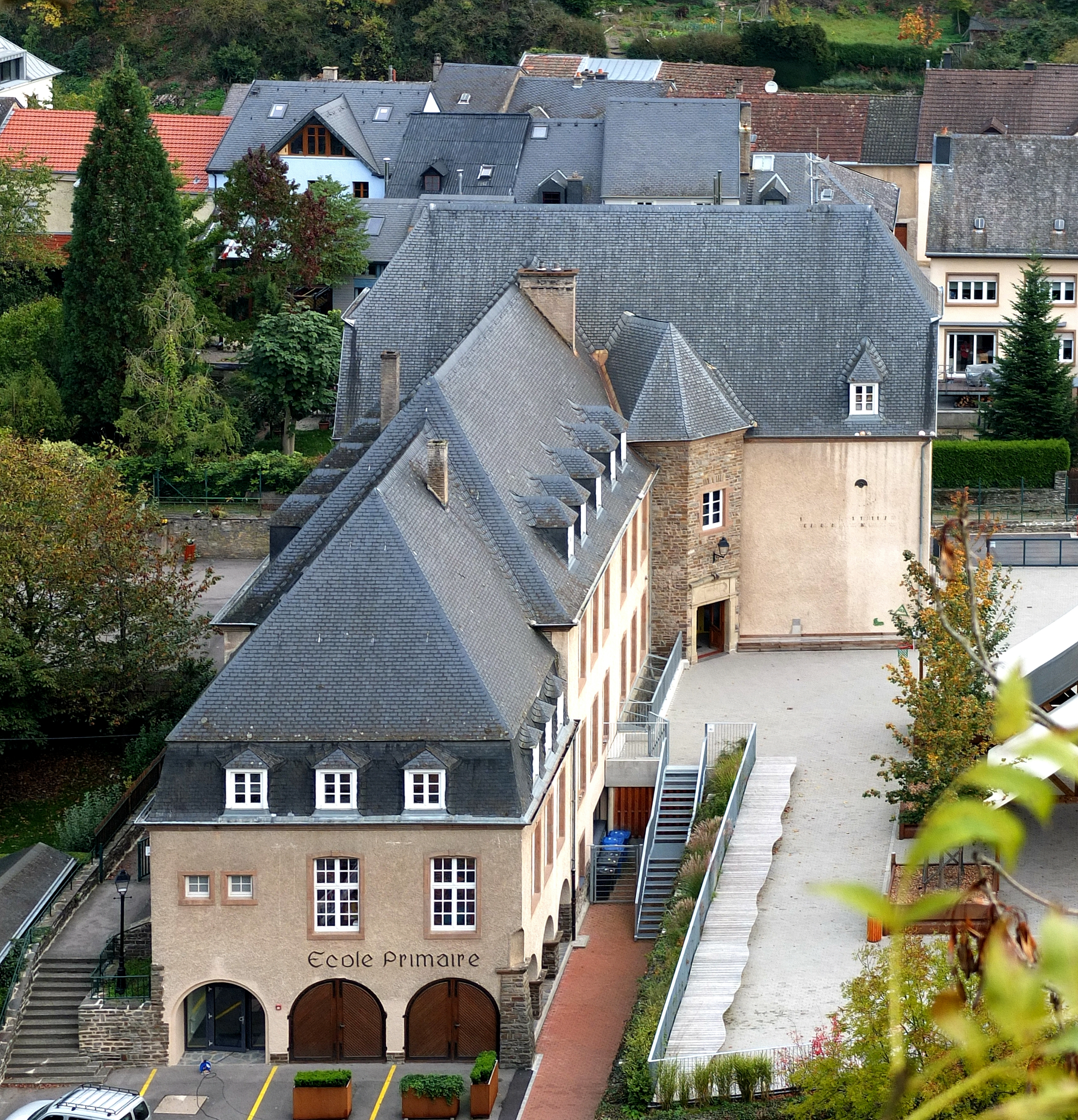
École Primaire
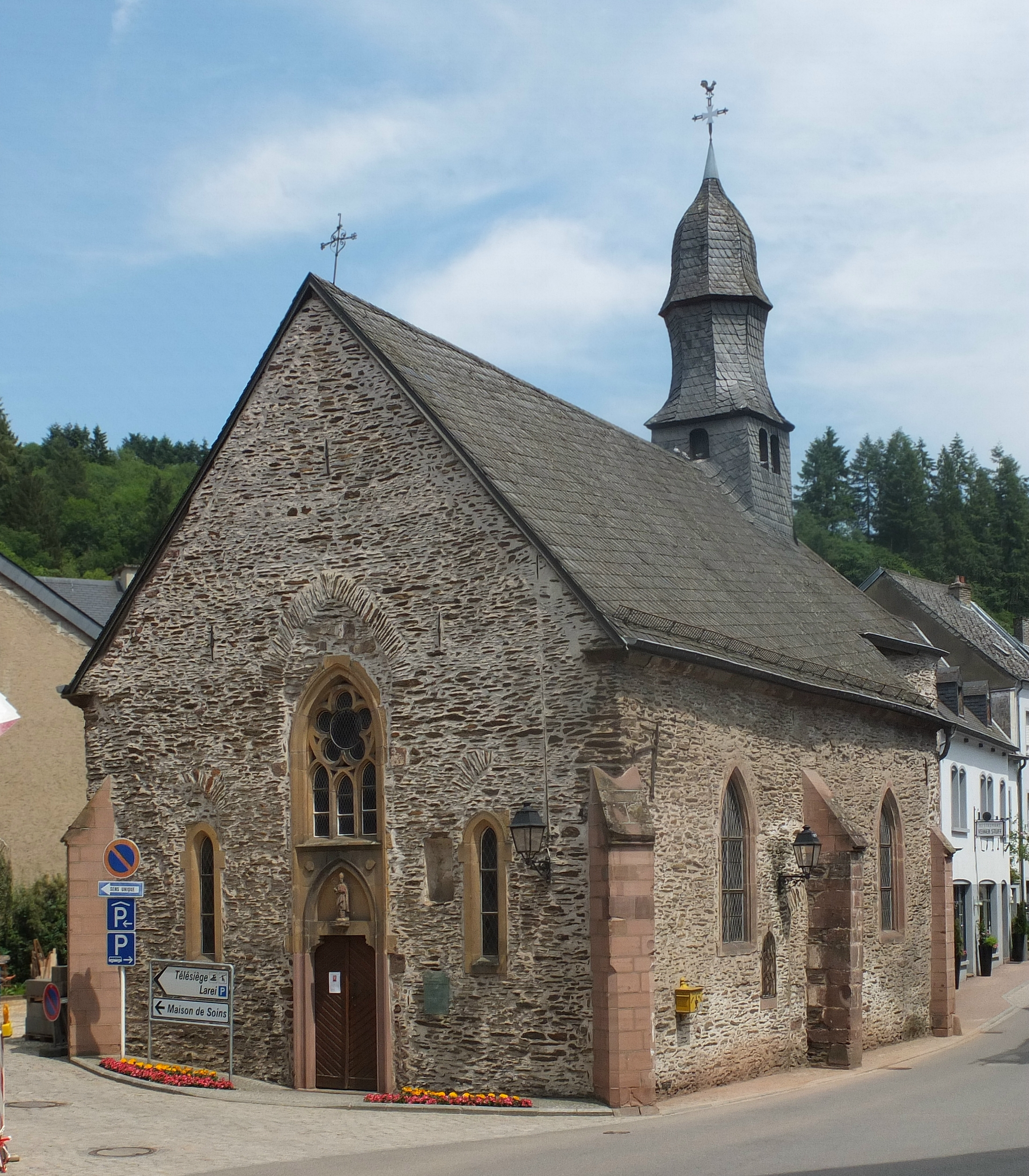
Chiesa di San Nicola